# Twan Castelijns
Twan Castelijns, nascido a 23 de janeiro de 1989 em Eindhoven, é um exciclista holandês.

## Palmarés
- Ainda não tem conseguido nenhuma vitória como profissional

## Resultados nas Grandes Voltas e Campeonatos do Mundo
| Carreira           | 2015 | 2016  | 2017  |
| ------------------ | ---- | ----- | ----- |
| Giro d'Italia      | -    | 114.º | 130.º |
| Tour de France     | -    | -     | -     |
| Volta a Espanha    | -    | -     | -     |
| Mundial em Estrada | -    | -     | -     |

-: não participa

Ab.: abandono